# Antonio Gil y Zárate
Antonio Gil y Zárate (El Escorial, 1 de diciembre de 1793 - Madrid, 1861), dramaturgo, crítico literario y pedagogo español.

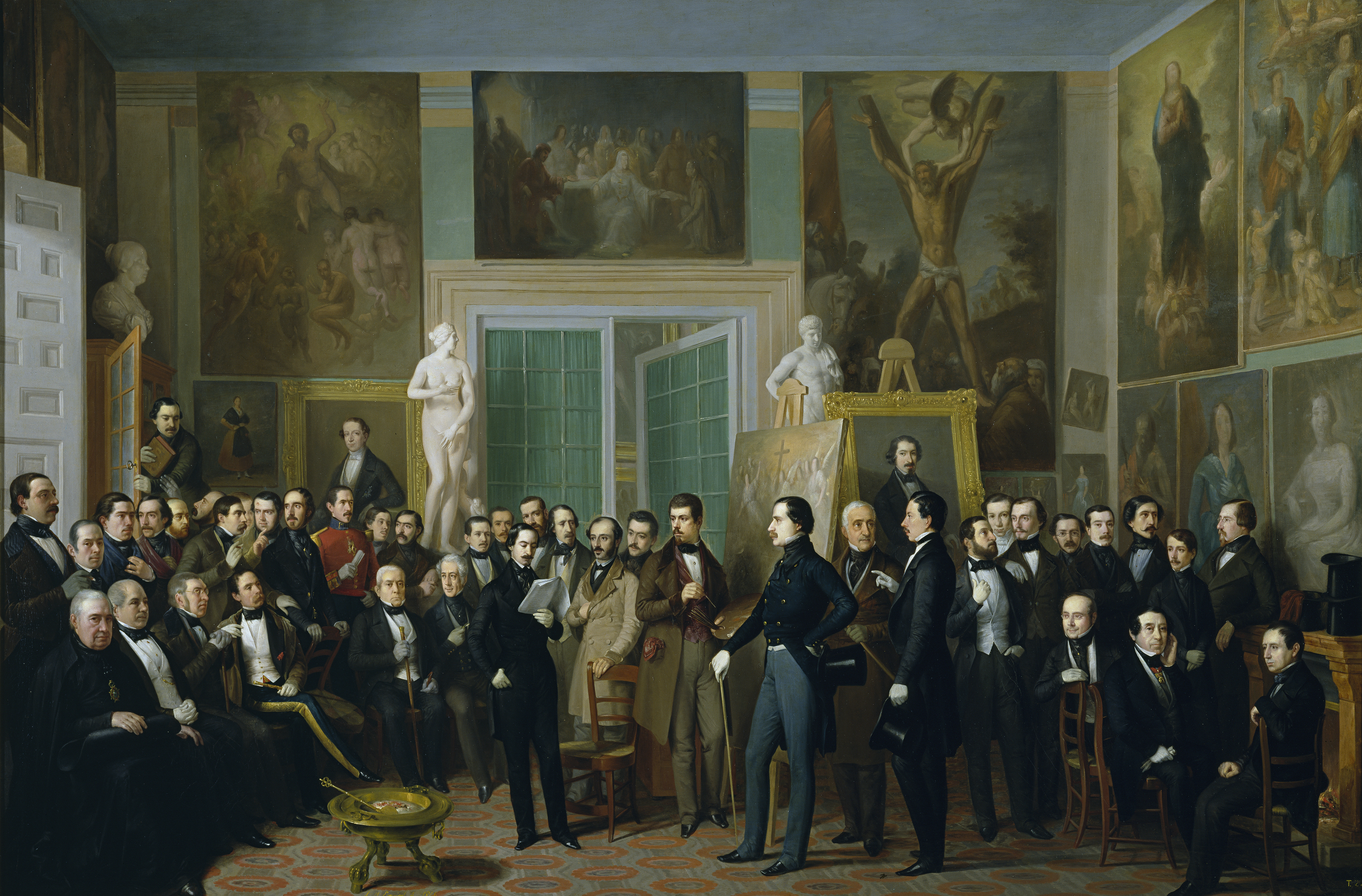
Antonio Gil y Zárate retratado en Los poetas contemporáneos por Antonio María Esquivel 1846 - Museo del Prado, Madrid

## Biografía
Hijo del cantante Bernardo Gil y de la actriz Antonia Zárate, y tío de otro famoso dramaturgo, Manuel Tamayo y Baus, su padre le envió a estudiar a Passy (Francia) cuando apenas contaba ocho años de edad y de allí no regresó hasta 1811. En 1817 volvió a Francia para estudiar ciencias físicas y exactas en París y retornó en 1819 con la ambición de ganar una cátedra. Se instaló en Madrid, donde trabajó como catedrático de francés y, a causa de sus ideas liberales, tras la revolución de Rafael del Riego en 1820 logró un empleo en la Secretaría de Gobernación, en la que fue ascendido a oficial. Inició su actividad política como miliciano nacional en Cádiz durante el Trienio liberal; allí escribió sus primeras comedias: El Entrometido, publicada en 1838, Cuidado con las novias y Un año después de la boda.
La vuelta del absolutismo fernandino truncó su carrera política y llegaría a ser exiliado. En 1826 obtuvo permiso para volver a Madrid y de 1828 a 1835 fue catedrático de lengua francesa en el Consulado de Madrid. De ese periodo inicial es la tragedia Don Pedro de Portugal (1827), que dedicó a su madrastra, la segunda esposa de Bernardo Gil y primera dama del teatro madrileño de la época Antera Baus. Siguieron Guzmán el Bueno (1828), drama en cuatro actos, Blanca de Borbón (1835) y Carlos II el Hechizado (1837), que levantó una gran polémica entre los católicos intransigentes a causa del personaje del malvado confesor. Como periodista, colaboró en la  Revista de Madrid y en el Semanario Pintoresco y fue redactor del Boletín de Comercio (luego llamado El Eco del Comercio) entre 1832 y abril de 1835. 
A partir de 1835 fue director general de Instrucción Pública y consejero real en 1848. Junto a Pablo Montesino impulsó la creación de la Escuela Normal de Madrid en 1839. Intervino en la redacción del Plan de estudios de 1845 (conocido como Plan Pidal), que organizaría los Institutos de Segunda Enseñanza, e influyó en las directrices de la primera Ley de educación española (Ley Moyano) de 1857; también promovió la creación del Cuerpo de Inspectores de Enseñanza Primaria en 1849. Fue ateneísta y miembro de la Real Academia Española (desde 1841 hasta su muerte) y de Real Academia de Bellas Artes de San Fernando. Asimismo tuvo la cátedra de Historia del Liceo Artístico y Literario de Madrid. También recibió la gran cruz de Isabel la Católica en 1851. En 1856 fue nombrado subsecretario del Ministerio de la Gobernación.
Escribió algunas de sus obras dramáticas para ser representadas en la sociedad El Liceo, como Rosamunda (1839) y formó parte de la famosa tertulia de El Parnasillo romántico, aunque empezó cultivando un teatro neoclásico de regusto francés: Rodrigo, último rey de los godos y Blanca de Borbón (1835).
Tras la explosión romántica cultivó el drama histórico con, entre otras obras, Don Álvaro de Luna (1840), Masanielo (1841), Un monarca y su privado (1841), sobre el Conde-duque de Olivares Guzmán el Bueno (1842), Guillermo Tell (1843), El Gran Capitán (1843), La familia de Falkland (1843), Cecilia la cieguecita (1843) y el famoso Carlos II, el Hechizado (1837), que produjo un escándalo nunca igualado en su momento a causa de su anticlericalismo y oposición a la España tradicional. En esta obra de intrigas palaciegas, el satánico clérigo confesor del rey Froilán Díaz concibe una pasión irreprimible por Inés, heroína de la historia y que resulta ser hija secreta de Carlos II; como no puede consumar su amor, la denuncia a la Inquisición como bruja causante del hechizo que sufre el rey, su padre. Esta pieza y Guzmán el Bueno fueron sus éxitos más importantes. Definió su fórmula dramática en Teatro antiguo y moderno (1841): postulaba un teatro ecléctico que combinase tres tradiciones: la comedia española del Siglo de Oro, la dramaturgia clasicista y el drama romántico, armonizando "la brillante poesía de las primeras, la regularidad y buen gusto de la segunda, el movimiento y pasión de las últimas".
Entre sus comedias, de estirpe moratiniana, destacan Cuidado con los novios (1826) y Un año después de la boda(1826), El día más feliz de la vida (1832), El entremetido (1838), Don Trifón, o Todo por el dinero (1841), Un amigo en candelero (1843), El fanático por las comedias (1844) etc.
Escribió un Manual de literatura española (1842-1844) que fue todo un éxito y libro de texto obligatorio en los institutos de toda España y que antologaba, además, fragmentos bien escogidos de los clásicos españoles; las ideas nacionalistas y eclécticas de Gil y Zárate tuvieron, pues, bastante importancia en la configuración del canon que después consolidarían Manuel Milá y Fontanals y Marcelino Menéndez Pelayo. Eugenio de Ochoa publicó en París en 1850 casi toda su obra dramática, salvo algunas obras importantes, como el Guillermo Tell. En la actualidad se considera a Antonio Gil y Zárate como un dramaturgo complejo e injustamente postergado.

## Obra

### Ensayo
- De la instrucción pública en España (1855, 3 tomos, primera historia de la educación en España). Edición facsímil íntegra, Ed. Pentalfa, Oviedo, 1995.
- Manual de literatura (1842-1844, muy reeditado y ampliado después)
- Teatro antiguo y moderno (1841).
- Introducción a la Historia moderna, Madrid, 1841.
- Biografía de Don Manuel Bretón de los Herreros, Madrid, 1842.

### Teatro
- Obras dramáticas, edición precedida de una noticia biográfica y preparada por Eugenio de Ochoa, París: Baudry, 1850.
- Cuidado con los novios (1826)
- Un año después de la boda (1826)
- El día más feliz de la vida (1832)
- Rodrigo, último rey de los godos
- Blanca de Borbón (1835).
- El entremetido (1838)
- Rosamunda (1839).
- La escuela de los viejos, (1839).
- Don Trifón, o Todo por el dinero (1841)
- ¡Atrás!, (1841)
- Un casamiento sin amor (1841).
- Un amigo en candelero (1843)
- El fanático por las comedias (1844)
- Don Álvaro de Luna (1840)
- Masanielo (1841)
- Un monarca y su privado (1841)
- Guzmán el Bueno (1842)
- Guillermo Tell (1843)
- El Gran Capitán (1843)
- La familia de Falkland (1843)
- Cecilia la cieguecita (1843)
- Carlos II, el Hechizado (1837)
- Matilde o a un tiempo dama y esposa
- Un monarca y un privado

| Predecesor: Agustín José Mestre | Académico de la Real Academia Española Sillón P 1841 - 1861 | Sucesor: Antonio García Gutiérrez |